# Claude Grahame-White
Claude "Claudie" Grahame-White, född 21 augusti 1879 i Bursledon i Hampshire, död 19 augusti 1959 i Nice, var en brittisk ingenjör, flygpionjär och flygplanskonstruktör.

## Biografi
Grahame-White studerade vid Bedford Grammar School och var verksam som seglare, motortävlingsentusiast och bilhandlare innan hans intresse för flygning tog överhand i samband med besöket på den internationella flygveckan i Rheims 1909. Han beställde ett Blériot XII av Louis Blériot och för att lära sig allt om konstruktionen deltog han i tillverkningen av flygplanet i Neuilly-sur-Seine.
Nyfiken och ivrig som han var for han ut tidigt en morgon till fältet i Issy-les-Moulineaux dit hans flygplan levererats efter färdigställandet, till fältet skulle även en flyginstruktör anlända. I väntan på instruktören satte sig Grahame-White på förarplatsen, startade motorn och genomförde på egen hand små korta flyghopp. Han lät transportera flygplanet till Pau där han fick riktiga flyglektioner av Leblanc och den 4 januari 1910 tilldelades han franskt flygcertifikat nr 30. Därefter utfärdade Royal Aero Club 26 april 1910 engelskt certifikat nr 6.
Flygplanet han köpt fick bara en kort livstid, vid en flygning med Louis Blériot vid kontrollerna havererade flygplanet vid en landning, flygplanet fick avskrivas som skrot.
Grahame-White återvände efter utbildningen till London där han inledde arbetet med att skapa ett engelskt flygcentrum Hendon. Samtidigt lärde han sig flyga dubbeldäckade vid Henri Farman flygskola i Chalons. När tidningen Daily Mail utlyste en flygtävling mellan London och Manchester anmälde han sig, tävlingen kom att bli en tävling mellan Louis Paulhan och Grahame-White. Henri Farman följde tävlingen från ett tågfönster, periodvis var tåget i täten, men Paulhan landade i Manchester före både tåg och Grahame-White och fick prissumman på 10 000 pund. Trots förlusten fick han en hjältestatus och kom under de kommande åren att vinna i de flesta tävlingar där han deltog.
Under oktober 1910 är han i USA för att delta i flyguppvisningar. Den 14 oktober landade han med sitt Farman biplan på Executive Avenue i Washington, D.C., strax utanför Vita huset, han bjöds in till President Taft. Han erbjöd presidenten en flygtur men denna avböjde, med tanke på Tafts vikt var det tur för Grahame-White.
Grahame-White som skapat sig en förmögenhet genom flygtävlingar och flyguppvisningar, satsade merparten på sin flygplats Hendon Aerodrome i London. Där inrättade han 1911 en flygskola och genomförde flyguppvisningar ända fram till första världskrigets utbrott.
Som ingenjör ville han utveckla flygplanen och han konstruerade några flygplan som påminde om Farmans och Bristol modeller. Flygplanen användes vid första demonstrationsflygningarna där man släppte bomber mot marken. 1911 grundade han Grahame-White Aviation Co. Ltd. När kriget bröt ut växte hans arbetsstyrka från 20 personer till över 1 000 på grund av alla försvarsorder. Själv anslöt han sig till Royal Naval Air Service där han var verksam som flygare i inledningen av kriget.
Hans flygfabrik tillverkade flera flygplansmodeller på licens för marinen och armén, bland annat Airco DH 6 och Morane Saulnier G/H, samt ett antal av egen konstruktion.
Eftersom hans flygplan i slutet av kriget inte var konkurrenskraftiga mot andra företags produkter, tvingades han söka kontrakt på flygplansleveranser till Frankrike, slutligen kände han sig så illa behandlad, att han sålde flygplatsen till Air Ministry 1919. Han flyttade till Kalifornien där hans tid som flygare upphörde. Han tillbringade sin tid med att skriva böcker främst om flygning.